# Football Club Emmenbrücke
Maillots
Le Football Club Emmenbrücke est un club de football de la ville d'Emmenbrücke, dans le canton de Lucerne, en Suisse.
Il évolue en 2e Ligue interrégionale.

## Parcours
- 1988 - 1993 : Championnat de Suisse D2

## Anciens joueurs
- Herbert Baumann
- Kudi Müller